# Szakonyfalu
Szakonyfalu is een plaats (község) en gemeente in het Hongaarse comitaat Vas. Szakonyfalu telt 369 inwoners (2001).